# Дворишта
Дворишта (енгл. The Yards) је драмски трилер филм из 2000. године који је режирао Џејмс Греј, док главне улоге играју: Марк Волберг, Хоакин Финикс, Шарлиз Трон и Џејмс Кан.
У колодворима Квинса, извођачи поправљају и обнављају вагоне градског метроа. Ови уговори су уносни, па су корупција и мито распрострањени. Лео излази из затвора, а његов пријатељ Вили Гутијерез, ради као саботер за Френка који је локални извођач радова. Лео се придружује Вилију као резерва, а онда ствари крену по злу једне ноћи, и полицајац идентификује Леа и сви сада желе да га уклоне. Осим болесне мајке и рођаке Ерике, Лео не зна коме да верује?

## Радња
Лео Хендлер (Марк Волберг) пуштен је из затвора где је служио казну због крађе аутомобила коју заправо није починио. У потрази за послом, за помоћ се обраћа свом ујаку Френку, шефу једног од депоа у њујоршком метроу, и налази своје место. Тамо ради и његов стари пријатељ Вили (Хоакин Феникс), који се упустио у опасан посао. Уз његову помоћ, Лео улази у опасан свет преваре и великог новца. Сада зна превише, али греши и постаје мета. Мора да се упусти у трку са временом да доведе Вилија и његову компанију до „чистих вода”.

## Улоге
| Глумац        | Улога            |
| ------------- | ---------------- |
| Марк Волберг  | Лио Хендлер      |
| Хоакин Финикс | Вили Гутјерез    |
| Шарлиз Трон   | Ерика Столц      |
| Џејмс Кан     | Френк Олкин      |
| Феј Данавеј   | Кити Олкин       |
| Елен Берстин  | Вал Хендлер      |
| Стив Лоренс   | Артур Мајданик   |
| Ендру Даволи  | капетан Хартиган |

## Зарада
- Зарада у САД - 889,352 $